# 大蒜素
大蒜素（英語：Allicin）是从石蒜科蔥亞科葱属植物大蒜（Allium Sativum）的鳞茎（大蒜头）中提取的一种有机硫化合物，也存在于洋葱和其他葱科植物中。学名「二烯丙基硫代亚磺酸酯」（CH2=CH-CH2-S(=O)-S-CH2-CH=CH2），（R-S(=O)-S-R）一族。

## 性质
大蒜素为淡黄色油状液体。具有强烈的大蒜臭、味辣。不溶于水，与乙醇、乙醚、苯、氯仿互溶。水溶液呈微酸性。对酸稳定，对热碱不稳定。蒸馏时分解。静置时有油状沉淀物产生。不稳定，23°C时可在16小时内分解。

## 生产
一般从大蒜的鳞茎（大蒜头）中提取，也可通过化学方法合成。用间氯过氧苯甲酸氧化二烯丙基二硫醚可得外消旋大蒜素。
1944年首先由 Cavallito 分离出来。

## 产生
一般认为，大蒜素的产生过程是大蒜粉碎后它所含的不稳定的蒜氨酸（1）经蒜氨酶分解为烯丙次磺酸（2）和脱氢丙氨酸（3），
然后不稳定的脱氢丙氨酸（3）立即分解为丙酮酸和氨，而两分子烯丙次磺酸（2）则歧化为烯丙亚磺酸（4）与烯丙硫醇（5），它们继续失水生成大蒜素（6）：
大蒜形成风味的机理与葱头十分相似，但粉碎过程中不会生成具有催泪性的中间体硫丙醛-S-氧化物。大蒜素对昆虫和微生物有一定的毒性，它的产生是大蒜抵挡昆虫进攻的自我防御机制。

## 分解
大蒜素遇热分解为烯丙次磺酸（3）和烯丙硫醛（7），后者在常温下发生Diels-Alder反应，二聚成3-乙烯基-1,2-二硫杂-5-环己烯（8）和2-乙烯基-1,3-二硫杂-5-环己烯（9）等。
大蒜素在水和油介质中的分解产物有二烯丙基硫醚（包括二烯丙基一硫醚、二烯丙基二硫醚、二烯丙基三硫醚、二烯丙基四硫醚等）、乙烯基二噻己烯和阿藿烯等：

## 代谢
在体内很快被吸收。在血液中分解为烯丙硫醇（Allyl mercaptan）（2）。后被S-腺苷甲硫氨酸甲基化为甲基烯丙基硫醚（3），从肺中排出。
一般认为大部分烯丙硫醇会被氧化为烯丙磺酸，类似于从半胱氨酸到牛磺酸的转化过程。

## 功效
一些动物试验和体外试验表明大蒜素有抗菌（页面存档备份，存于）、抗真菌、消炎、抗氧化、抗血栓、降血压、维持脂蛋白平衡、防治动脉硬化等功效。
一个2007年的临床试验结果是，对于胆固醇水平较高的病人，大蒜素不能降低血液胆固醇浓度。
2009年，Vaidya、Ingold 和 Pratt 的研究表明大蒜素的生物功效主要是由大蒜素分解产生的2-丙烯次磺酸造成的，该化合物不稳定，很快便与体内的自由基发生反应使之失活。

## 用途
提纯的大蒜素可用作抗菌药、饲料添加剂、杀虫剂和杀菌剂。